# Barreta energètica

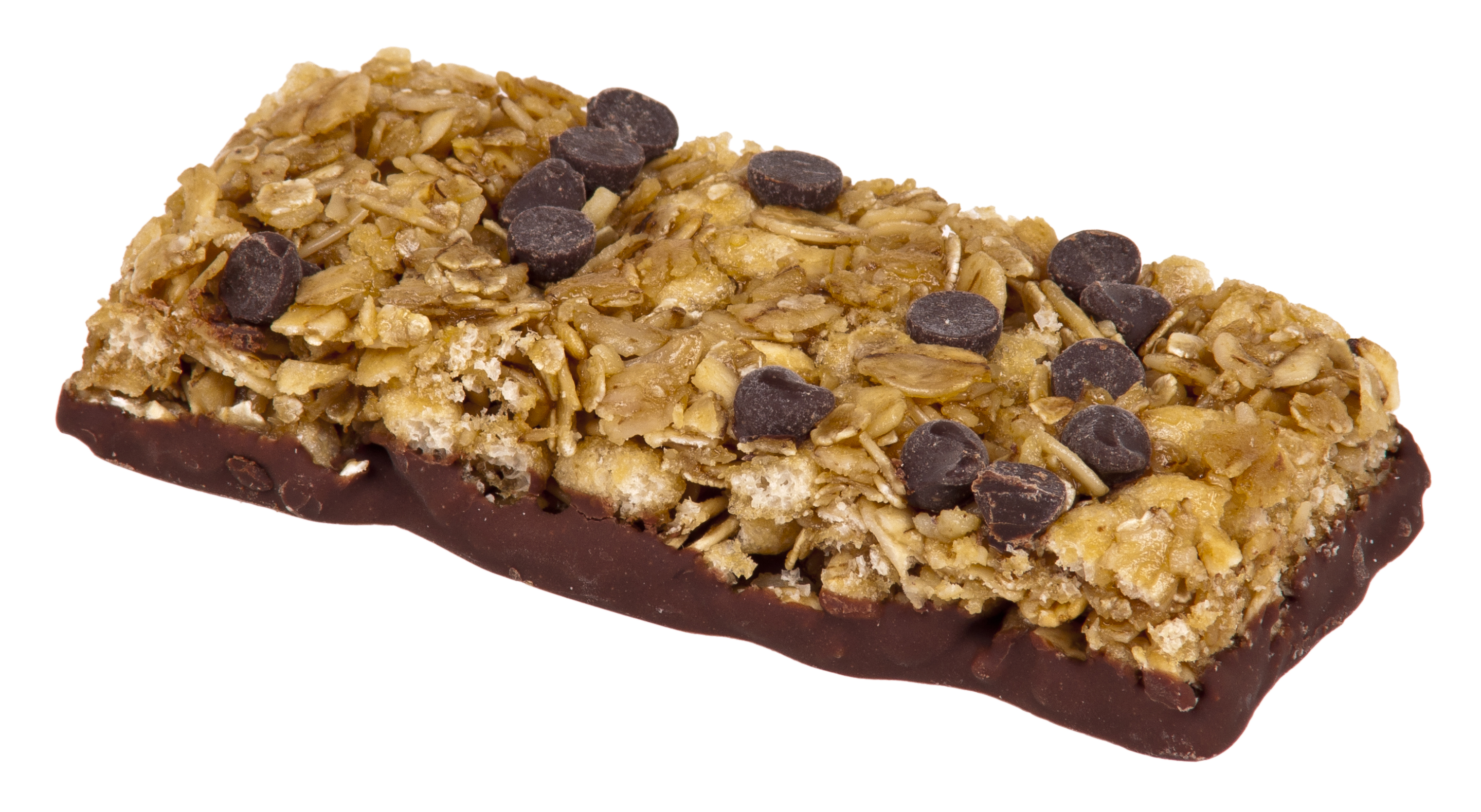
Barreta energètica amb xocolata.

Una barreta energètica és una barreta amb nutrients complementàris que contenen cereals i altres aliments d'alta energia dirigits a persones que necessiten energia ràpida en situacions de desgast excepcional, com per exemple en proves esportives. Es tracta d'un suplement dietètic concentrat consumit per esportistes i corredors per tal de cobrir les seves necessitats calòriques quan fan un esforç físic intens. Les barretes energètiques se solen presentar sovint en envasos individuals, de manera que sigui fàcil de portar-les al damunt durant la cursa o l'entrenament.